# Corentin Tolisso
Corentin Tolisso, francoski nogometaš, * 3. avgust 1994, Tarare, Francija.
Tolisso igra na položaju centralnega vezista za francoski klub Lyon in francosko reprezentanco.